# Kiskelund
Kiskelund (auch dänisch: Kidskelund; deutsch: Kitschelund) ist ein dänischer Ort, der zur  Kirchspielsgemeinde (dän.: Sogn) Bov Sogn an der deutsch-dänischen Grenze gehört.

## Lage
700 Meter südlich von Kiskelund liegt der Grenzort Kruså (deutsch Krusau). Einen Kilometer südöstlich liegt der Ort Smedeby, 2,5 Kilometer in Richtung Nordosten Holbøl. Eine Straße in nordwestlicher Richtung führt zur Europastraße E45.
Direkt westlich davon befindet sich die Kiskelund Plantage, ein Waldgebiet (Lage). Auch östlich des Dorfes existieren Waldpflanzungen.

## Geschichte
Die Kiskelunder Landschaft wurde im Zuge der letzten Eiszeit geformt. Ein Großsteingrab bei Kiskelund erinnert an jungsteinzeitliche Siedlungsaktivitäten in der Gegend (vgl. Liste der Großsteingräber in der Region Syddanmark). Der Ortsname besteht aus zwei Bestandteilen. Ursprung und Bedeutung des Wortbestandteils „Kiske“ beziehungsweise „Kidske“ oder „Kitsche“ ist unklar. Das Wort „Lund“ verweist auf einen Hain beziehungsweise einen Wald.

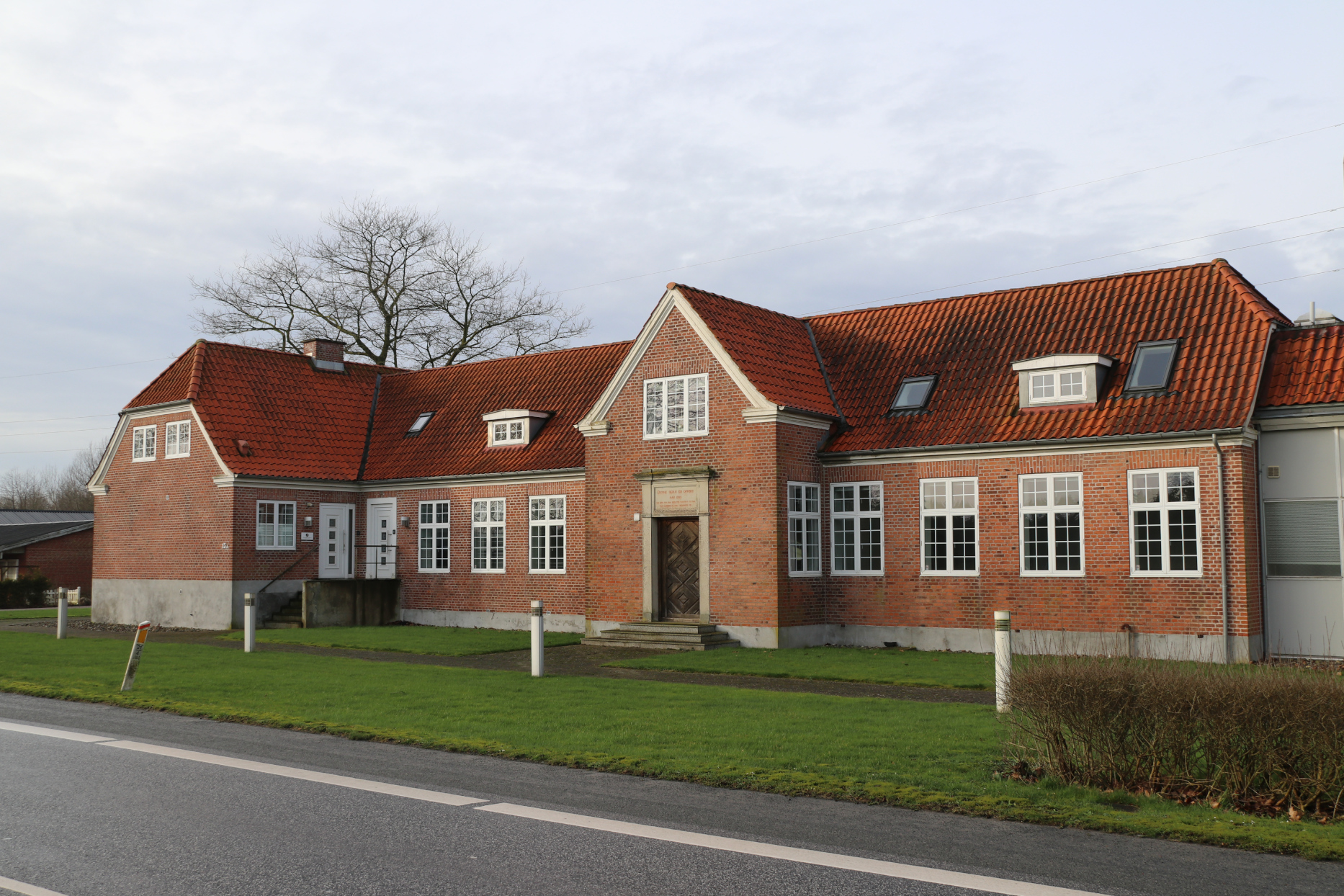
Kiskelund, Schulgebäude von 1925

Im 19. Jahrhundert war das Dorf von Moor- und Heideflächen umgeben. Der Ort bestand 1854 aus einer Halbhufe, vier Dreiachtelhufen, drei Kathen und vier Instenstellen. Auf der Karte der dänischen Landesaufnahme von 1857/58 war der Ort, der damals schon aus mehreren Gebäuden bestand, unter dem Namen „Kidskelund“ eingezeichnet. Auf der Karte der Preußischen Landesaufnahme von 1879 war der Ort ebenfalls schon eingetragen.
Der Ort Kiskelund fand nur selten eine geschichtliche Erwähnung. Während des Zweiten Weltkrieges wurde die sechs Kilometer südlich gelegene Stadt Flensburg mehrfach von alliierten Bombern angegriffen. Beim Luftangriff vom 23. September 1942 wurden auf Grund von Fehlnavigationen Dörfer bei Flensburg von den alliierten Flugzeugen bombardiert, unter anderem auch Kiskelund. In der Weltkriegszeit bestanden zur Verteidigung der Stadt Flensburg bei Kiskelund offensichtlich Scheinwerferpositionen, Flakstellungen, und Raketenbatterien zum Abschießen alliierter Flugzeuge. Ergänzend existierten offensichtlich bei Kiskelund auch noch Häuserattrappen, welche offenbar im Dunkeln zur Ablenkung alliierten Flugzeuge den Anschein der Stadt Flensburg erwecken sollten, also eine sogenannte „Scheinstadt“. Eine Brandstätte aus Dachpappen, Ölrückständen, Koks und anderen Stoffen war präpariert, um eine stark rauchende, brennende Stadt nachzuahmen. Mit Holzwolle und Teer gefüllte Flugzeugattrappen aus Beton standen wohl ebenfalls zum Abbrennen bereit. Seit wann genau diese Täuschungsanlagen zur Verfügung standen und wann genau sie eingesetzt wurden, ist nicht bekannt. Außerdem wurden in der Weltkriegszeit in der Kiskelund Plantage offenbar zur Sicherung der Grenze mehrere Panzergräben und Laufgräben für Soldaten angelegt.
Am 5. Mai 1945 wurde vom Sonderbereich Mürwik aus die Teilkapitulation der deutschen Truppenteile in Dänemark angeordnet. Danach zogen die deutschen Soldaten aus Dänemark und somit auch Kiskelund ab  (vgl. Dänemark unter deutscher Besatzung). Am 7. Mai 1945 wurde Asmus Jepsen aus Kiskelund, der nicht mit dem bekannteren Kapitänleutnant Asmus Jepsen aus Flensburg zu verwechseln ist, von der Dänischen Brigade verschleppt und am 22. Juli 1945 erschossen. Der Kiskelunder Asmus Jepsen war ein ehemaliger Bäckermeister und ein  nationalsozialistisches Mitglied des Korps von Poul Sommer, dem sogenannten Sommerkorpset.

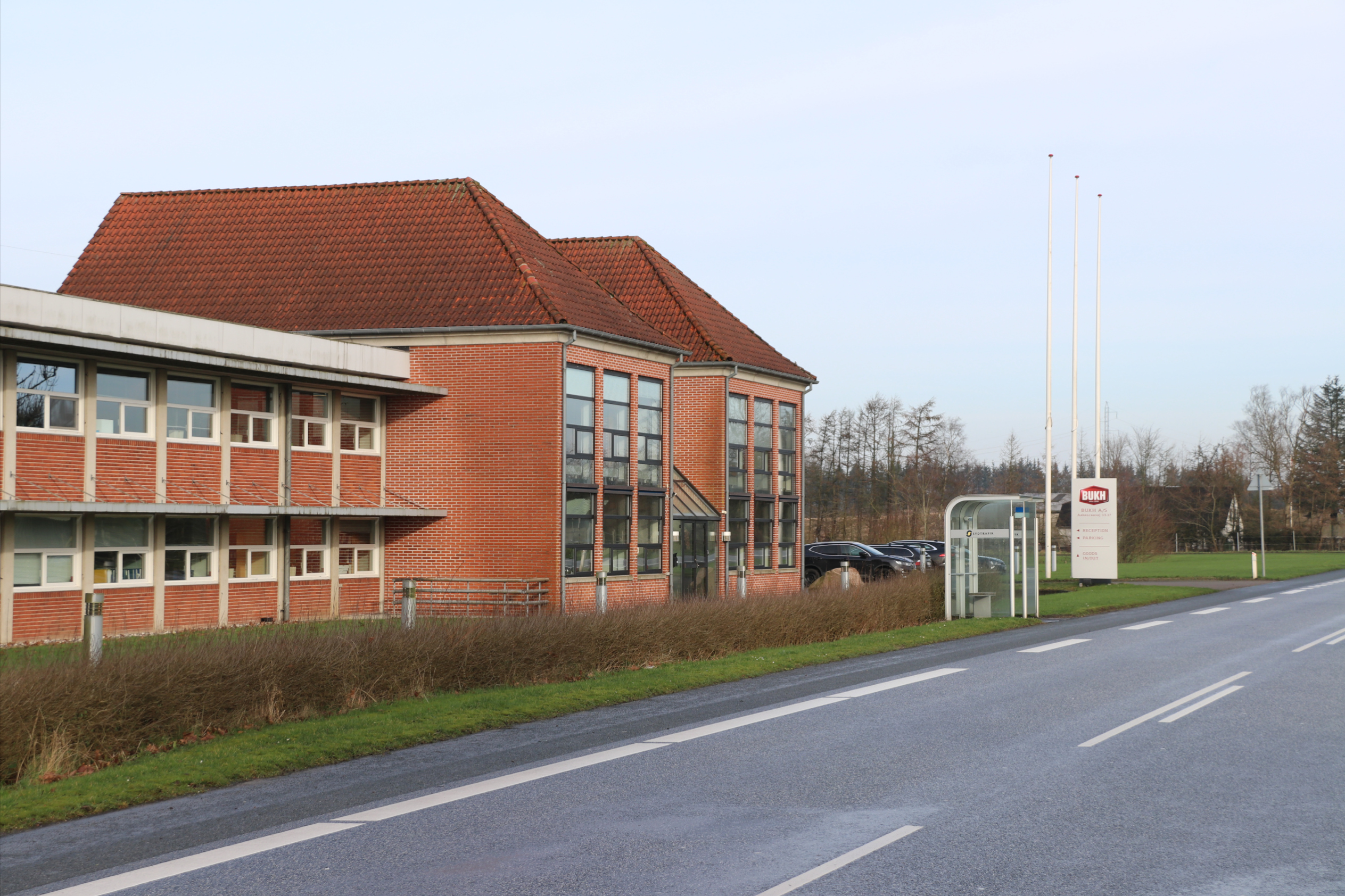
Kiskelund, BUKH Marinediesel

## Verschiedenes
- In der Kiskelund Plantage befinden sich auch drei Erdwälle, deren Herkunft und Funktion unklar ist. Möglicherweise entstanden sie auch während des Zweiten Weltkrieges.[23]
- Bei Kiskelund befindet sich die Motorenfabrik Bukh.